# مت ویلسن
مت ویلسن (انگلیسی: Matt Wilson؛ زادهٔ ۱ ژانویهٔ ۱۹۸۱) تصویرگر اهل ایالات متحده آمریکا است.